# 訳経
訳経（やくきょう）は、パーリ語やサンスクリット語などで伝えられていた仏典を中国語に翻訳することを指す仏教用語である。後漢の時代に安世高が行ったものがその始まりとされ、後に鳩摩羅什・玄奘などの僧によって行われ、北宋までの1000年間に渡り断続的に実施された。特に、訳経の歴史は玄奘以前の「旧訳」と、玄奘以後の「新訳」の時代に大きく二分される。また、国家事業として「訳経院」の中での訳経も行われた。『大正新脩大蔵経』には、1714部・6180巻の中国語の翻訳仏典が収録されている。「翻経」の別名でも使われる。訳経の際には、中国の各地方の言語が使用したとされている。